# Birmingham (Missouri)
Birmingham è un villaggio degli Stati Uniti d'America della contea di Clay nello Stato del Missouri. La popolazione era di 183 persone al censimento del 2010.

## Geografia fisica
Birmingham è situata a 39°10′00″N 94°27′07″W (39.166653, -94.451845).
Secondo lo United States Census Bureau, ha un'area totale di 0,56 miglia quadrate (1,45 km²).

## Storia
Birmingham è stata fondata nel 1887. Il villaggio deve il nome alla città di Birmingham (Inghilterra, Regno Unito). Un ufficio postale è stato creato a Birmingham nel 1888, e rimase in funzione fino al 1956.

## Società

### Evoluzione demografica
Secondo il censimento del 2010, c'erano 183 persone.

### Etnie e minoranze straniere
Secondo il censimento del 2010, la composizione etnica del villaggio era formata dal 94,5% di bianchi, lo 0,5% di afroamericani, il 3,8% di nativi americani, e l'1,1% di due o più etnie. Ispanici o latinos di qualunque razza erano il 2,7% della popolazione.